# Castell de Rathfarnham
El Castell de Rathfarnham (en gaèlic Caisleán Ráth Fearnáin) és una construcció del segle xvi situada a Rathfarnham, al comtat de Dublín, Irlanda.

## Orígens
L'anterior castell anglonormand que va ser reemplaçat per la present construcció, es va construir sobre terres que van ser confiscades a la família Eustace de Baltinglass a causa de la seva participació en la segona rebel·lió de Desmond. Defensava La Palissada dels clans irlandesos a la rodalia de les muntanyes Wicklow. Es creu que el castell actual es va construir al voltant de l'any 1582 per a Adam Loftus, en aquells dies Lord Canceller d'Irlanda i arquebisbe protestant de Dublín procedent de Yorkshire. Originalment estava semifortificat i amb una estructura rematada amb merlets, però les excessives alteracions que va patir al segle xviii li van donar aparença de casa d'estil georgià.
El castell consistia en un edifici quadrat de quatre plantes d'altura amb una torre projectada en cada cantonada, les parets tenien una mitjana d'1,5 metres de grossor. En el nivell inferior es troben dos compartiments dividits per una paret de gairebé 3 metres de grossor que s'alça fins a la totalitat de l'alçada del castell.
Quan Loftus el va adquirir, Rathfarnham era considerat un poble sense futur. El seu nou castell va deixar de construir-se quan l'any 1600 va haver de suportar un atac pels clans de Wicklow durant la Guerra dels nou anys irlandesa.

## Guerra civil
Loftus va deixar el castell al seu fill, Dudley que el va transmetre al seu fill Adam l'any 1616. Sent propietat d'Adam, va suportar un setge durant la rebel·lió irlandesa de 1641. Quan els camps dels voltants van ser presos, va albergar a l'exèrcit confederat. Per frenar la lluita entre els Confederats i els Reialistes anglesos Loftus es va oposar al tractat de cessió i per això va ser empresonat al castell de Dublín.
Durant les posteriors guerres confederades del període 1641-53, va canviar diverses vegades de propietari. Des de 1641 fins a 1647, les tropes reialistes ho van utilitzar com a caserna. L'any 1647, el comandant dels Reialistes a l'illa, Ormonde, va rendir Dublín al parlament anglès i les tropes parlamentaristes (també coneguts com ''Roundheads'') van estar aquarterades aquí fins a l'any 1649, quan uns dies abans de la batalla de Rathmines, va patir un assetjament i els Reialistes el van prendre sense arribar a lluitar. No obstant això, els parlamentaristes el van reocupar en vèncer a la batalla. També s'ha informat que Oliver Cromwell va mantenir el seu Consell aquí durant la seva campanya abans de marxar cap al Sud per assetjar a la ciutat de Wexford. Sota el mandat de Cromwell, Loftus va recuperar el seu castell i les seves terres, però es va aliar amb els Parlamentaristes i va morir durant el setge de Limerick de l'any 1651.
Després de la guerra civil anglesa, la família Loftus va mantenir la propietat del castell. El 1659, el va heretar Dr. Dudley Loftus, besnet de l'arquebisbe Loftus. Durant la seva vida, Dudley va ocupar els càrrecs de Comissionat de renovació, Jutge almirall, ministre de Kildare i Wicklow i ministre de Bannow i Fethard. El seu cos està enterrat a la catedral de Sant Patrici.

## Elseglexviii

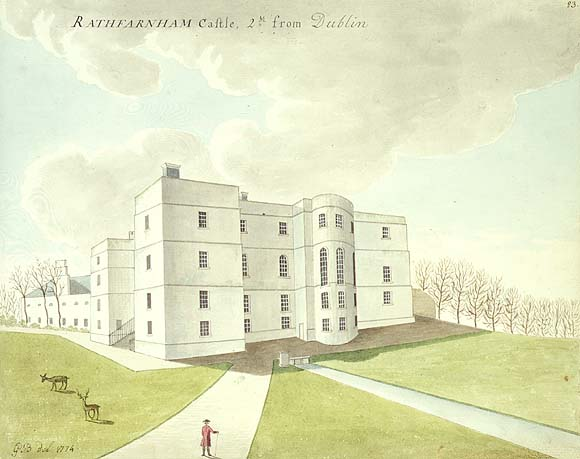
El castell de Rathfarnham l'any 1774

Al segle xviii la propietat va passar per casament a Philip Wharton. El jove va perdre els seus diners en la companyia marina del Sud (South Sea Company) i l'any 1723 va vendre el castell a William Connolly, portaveu de la casa dels comuns irlandesa per 62.000 lliures.
L'any 1742 el castell va ser venut al reverend John Hoadly, arquebisbe d'Armagh, i en morir quatre anys després, va passar a ser propietat del seu gendre Bellingham Boyle. L'any 1767, va vendre la propietat a Nicholas Hume-Loftus, segon comte d'Ely, un descendent d'Adam Loftus, el constructor original del castell. Nicholas va morir en uns anys, probablement com a resultat indirecte de les dures dificultats que va sofrir en la seva joventut, i llavors va passar al seu oncle, Henry Loftus, el qual va ser nomenat Comte d'Ely l'any 1771.

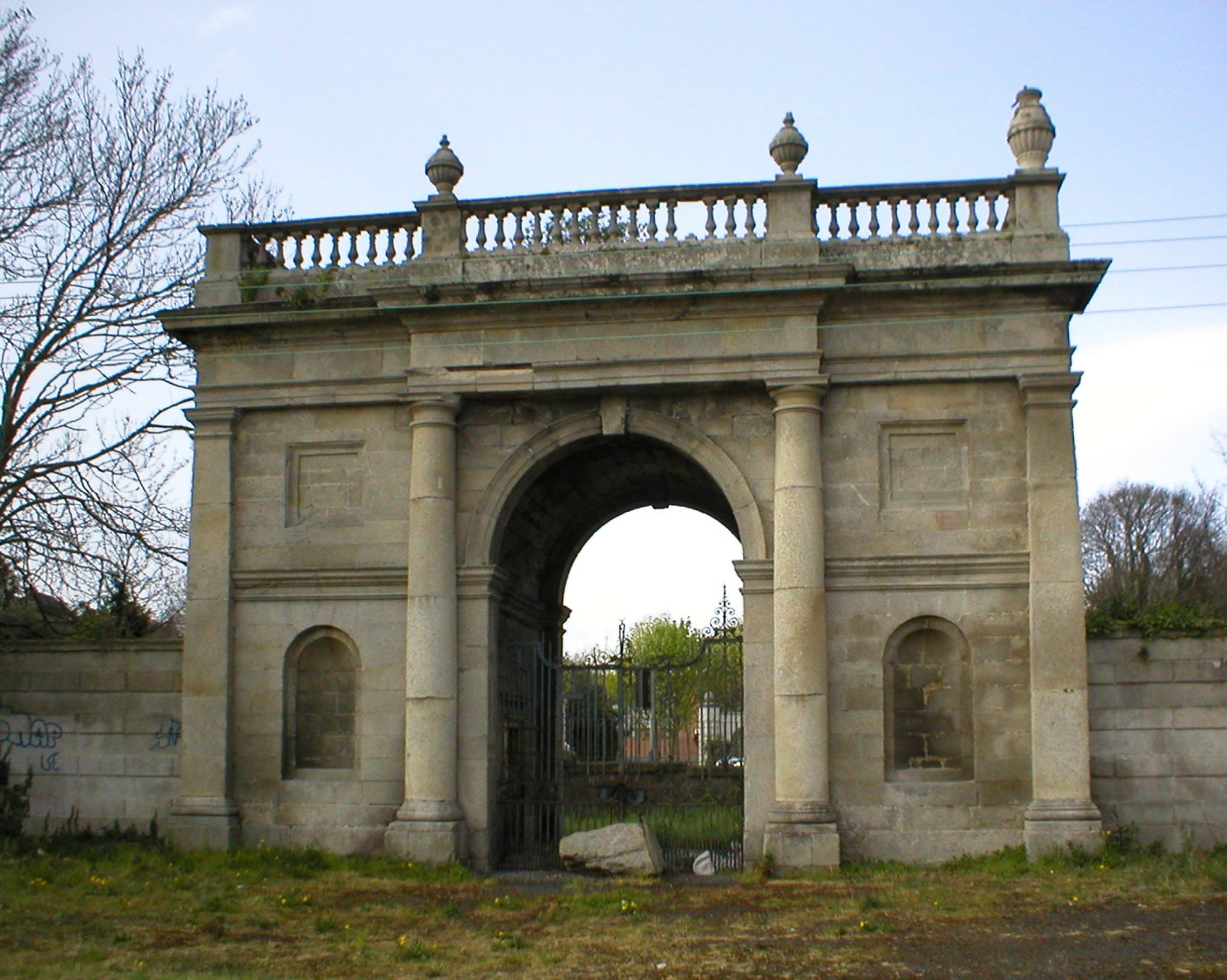
L'arc romà commemoratiu

En commemoració per tornar a ser propietaris del castell, la família Loftus va construir una altra entrada al castell en forma d'arc romà triomfal. L'arc pot veure's àdhuc des de la rodalia de la carretera de Dodder Park.
Henry Loftus, fou el responsable de la majoria de la conversió de la fortalesa medieval en una mansió georgiana i per a això va contractar als moderns i renovats arquitectes de l'època, William Chambers i James Stuart perquè duguessin a terme els treballs de remodelació.
Posteriorment es van allargar les finestres de barrots i els merlets van ser reemplaçats amb urnes decoratives. Es va afegir una extensió semicircular en el costat de l'est i en el vessant nord es va fer una entrada de porxo amb graons. L'interior es va decorar en concordança amb els gustos del període i els artistes principals de l'època incloent a Angelica Kauffmann. Els escriptors que van visitar la casa van deixar descripcions extravagants de la seva esplendor.
Henry va morir en 1783 i va ser succeït pel seu nebot Charles Tottenham. Posteriorment es va convertir en Marquès d'Ely com a recompensa pel seu vot en el moment de la unió.

## Els seglesxixixx
El 1812, la família va arrendar la finca als Ropers i va retirar les seves valuoses possessions a Loftus Hall de Wexford. Les terres i el castell es van utilitzar llavors com granges i van caure en mal estat.
L'any 1852 va ser comprat pel Lord Canceller, Francis Blackburne, la família de la qual va residir-hi durant tres generacions.
Els promotors immobiliaris Bailey & Gibson van adquirir el castell el 1912 i van dividir la finca. La part oriental es va convertir en el club de golf del castell, el castell i la porció sud-oest van ser comprats el 1913 per l'Ordre dels Jesuïtes i la part nord-oest es va dedicar a l'habitatge.
Els jesuïtes són un ordre reconegut per la seva educació i un d'ells; El pare O'Leary S.J. va construir un sismògraf. Aquesta màquina podia detectar tremolors de terra i terratrèmols des de qualsevol part del món i durant un temps, el castell de Rathfarnham es va convertir en una font d'informació sobre terratrèmols per als mitjans de comunicació nacionals.
Al nord del castell hi havia una llarga cambra de volta coneguda anteriorment com Court of Cromwell o Fort (Cambra de Oliver Cromwell). Aparentment, es tractava d'un graner o magatzem erigit com a part de la granja del castell i que tenia espitlleres estretes a les parets que tenien un gruix de 1,5 metres. El 1922 es va incorporar a la nova casa, a la qual va passar a formar part i el seu caràcter es va dissimular des de l'exterior amb un revestiment uniforme de guix de ciment.
No gaire lluny del Golf Club House hi havia un atractiu petit temple construït amb pedra i maó, una altra relíquia de l'ocupació de Lord Ely a Rathfarnham. Encara que necessitava una reparació, si s'hagués restaurat, hauria afegit molt a l'encant d'aquesta part dels terrenys. Malauradament, per decisió del comitè, va ser enderrocat el 1979.
El 1986, els jesuïtes van vendre el castell de Rathfarnham, però abans de marxar van retirar de la capella els vitralls fabricats als famosos estudis Harry Clarke i els van donar a l'Església catòlica de Tullamore que havia estat destruïda pel foc el 1983. Les altres finestres es van donar a Our Lady's Hospice, Harold's Cross i el Temple Street Children's Hospital, a Dublín.

## Conservació
El castell es va vendre a Delaware Properties el 1985 i es temia que podria portar a la demolició. Després d'una immensa pressió pública per salvar l'edifici, el 1987 va ser comprat per l'Estat i va ser declarat Monument Nacional. Actualment, l'Oficina d'Obres Públiques està realitzant una àmplia reforma a tot el castell, però continua obert al públic durant els mesos d'estiu (5 de maig - 12 d'octubre).
El castell es presenta en una fase de conservació activa, on els visitants poden veure de primera mà temptadores aparicions de capes descobertes durant la investigació, on es mostra la seva existència anterior.